# Castorimorpha
De Castorimorpha is een onderorde van knaagdieren die de bevers en de goffers en wangzakmuizen (Geomyoidea) omvat.

## Onderverdeling
Deze twee groepen worden meestal in verschillende onderordes geplaatst (de bevers in de Sciuromorpha en de goffers en de wangzakmuizen in de Myomorpha), maar genetische gegevens geven een onverwachte verwantschap tussen deze groepen aan. De verwantschap tussen deze twee sciuromorfe en sciurognathe groepen (zie het artikel over knaagdieren voor definities van deze termen) wordt ook ondersteund door paleontologische gegevens: de oudste fossielen van beide groepen delen een aantal kenmerken aan de kiezen met sommige Sciuravidae die mogelijk de voorouders van de onderorde vertegenwoordigen. De onderorde ontwikkelde zich waarschijnlijk in het Eoceen van Noord-Amerika uit de Sciuravidae.

## Verspreiding
Deze groep is tegenwoordig het meest divers in Noord- en Midden-Amerika, waar alle drie de families voorkomen. Er zijn echter ook enkele soorten goffers en wangzakmuizen in het uiterste noorden van Zuid-Amerika, en een van de twee soorten bevers komt voor in Eurazië. In het verleden was de onderorde diverser in Eurazië; er waren meer geslachten van bevers en de uitgestorven familie Eomyidae omvatte een groot aantal geslachten. Tegenwoordig omvat de onderfamilie ruim honderd soorten in ongeveer dertien geslachten.

## Classificatie
De onderorde omvat de volgende families:
- Superfamilie Castoroidea
  - Familie Beverachtigen (Castoridae) (Laat-Eoceen tot heden in Eurazië en Noord-Amerika)
  - Familie Eutypomyidae† (Vroeg-Eoceen tot Midden-Mioceen van Noord-Amerika en Eurazië)
  - Familie Rhizospalacidae† (Laat-Oligoceen van Europa)
- Superfamilie Eomyoidea† (verwant aan de Geomyoidea)
  - Familie Eomyidae† (Vroeg-Eoceen tot Vroeg-Pleistoceen van Eurazië en Noord-Amerika)
- Superfamilie Geomyoidea
  - Familie Florentiamyidae† (Vroeg-Oligoceen tot Midden-Mioceen van Noord-Amerika)
  - Familie Entoptychidae† (Laat-Oligoceen tot Midden-Mioceen van Noord-Amerika)
  - Familie Goffers (Geomyidae) (Vroeg-Oligoceen tot heden in Noord-Amerika; Laat-Pleistoceen tot heden in Zuid-Amerika)
  - Familie Wangzakmuizen (Heteromyidae) (Vroeg-Oligoceen tot heden in Noord-Amerika; levend in Zuid-Amerika)